# Alexander Bock
Richard August Alexander Bock (født 18. november 1849, død 25. maj 1900 i København) var en dansk civilingeniør og fabrikant, bror til Fritz Bock og far til Allan Bock.
Han var søn af lægen og fabrikanten J.C.A. Bock, som i 1857 havde grundlagt sæbe- og stearinlysfabrikken O.F. Asp.
I 1880 gik O.F. Asp konkurs, og resterne blev overtaget af grosserer L.P. Holmblad. Inden da havde Alexander Bock sammen med broderen Fritz bestyret fabrikken for Kjøbenhavns Handelsbank. Brødrene beholdt firmanavnet og etablerede en ny stearinlysfabrik på Blegdamsvej 104-106. Bygningen blev tegnet af Hans J. Holm. Alexander Bock var den ledende kraft i virksomheden, og selvom han alle sine dage var hæmmet af sygdom, arbejdede han utrætteligt på at skabe nye markeder for stearinlyset. 1896 frembragte Bock en cykellygte og et cykellys, hvis smeltepunkt var i overensstemmelse med lygtens afkølingssystem. Asp-lygten eller Asp-cykellyset var en nyskabelse og blev snart et af fabrikkens vigtigste produkter.
Bock blev gift 10. november 1888 med Alma Fenger (2. november 1860 - 21. juli 1925), datter af lægen og politikeren C.E. Fenger.